# Antonio Bernocchi
Antonio Bernocchi (1859–1930) là một doanh nhân, nhà thiết kế thời trang nổi tiếng người Ý và là người sáng lập nên nhãn hiệu thời trang ‘’The House of Bernocchi’’ hay với tên ngắn gọn là Bernocchi.
Bernocchi được xem là một người có tầm nhìn xa, ông đã tạo ra các thiết kế và vật liệu dệt, thay đổi từ các dòng sản phẩm và vật liệu dệt, thay đổi từ các dòng sản phẩm sang trọng và sáng tạo nhất đến các vật thể thiết kế cao cấp.

## Sáng lập ra Bernocchi
Bernocchi sinh ngày 17 tháng 1 năm 1868 tại Castellanza, con trai của một thợ may Ý từ miền bắc nước Ý. Ông là một trong ba người con trai của Rodolfo Bernocchi và Angela Colombo.
Bernocchi theo học Scuola Tecnica của Busto Arsizio, nhưng không hoàn tất học hành. Năm mười lăm tuổi, ông làm việc cho cha mình trong một công việc nhỏ tẩy trắng dệt tại Legnano. Năm 1898, gia đình bắt đầu kinh doanh dệt may tại Legnano, thành công và phát triển đáng kể. Các nhà máy đã được mở tại Nerviano, Cerro Maggiore và Angera. Bernocchi trở thành sindaco (thị trưởng) của Legnano. Năm 1929, ông được phong làm Grande Ufficiale ("sĩ quan lớn") của Huân chương Vương miện Ý.  Trong cùng năm đó, ông được làm Thượng nghị sĩ Vương quốc Ý . 
Ông đã thành lập Bernocchi tại Legnano và Milan vào năm 1858, khi ông chỉ là một cửa hàng may nhỏ và cửa hàng da có từ năm 1818.
Ông qua đời trong Milan vào năm sau, vào ngày 8 tháng 12 năm 1930. Ông được chôn cất trong Cimitero Monumentale di Milano, trong một ngôi mộ lớn hoành tráng của kiến trúc sư Alessandro Minali và nhà điêu khắc Giannino Castiglioni.

## xem thêm
- Bernocchi Milano
- Bernocchi, Công ty Antonio